# Virujen u te (najbolje uživo!)
Virujen u te (najbolje uživo!) drugi je album uživo hrvatske pop pjevačice Severine, objavljen 2002. godine u Hrvatskoj u izdanju diskografske kuće Dallas Records. Album je snimljen 13. prosinca 2001. godine na koncertu u Zagrebu, u sklopu koncertne turneje "Virujen u te". Na albumu se nalazi osamnaest pjesama sa svih studijskih albuma od albuma "Severina" iz 1992. godine. S albuma izdan je jedan singl, pjesma "Pogled ispod obrva". Album je nagrađen zlatnom pločom.

## Popis pjesama
| Br. | Skladba                       | Trajanje |
| --- | ----------------------------- | -------- |
| 1.  | »Intro«                       | 0:43     |
| 2.  | »Tvoja prva djevojka«         | 4:46     |
| 3.  | »Dodirni mi koljena«          | 5:46     |
| 4.  | »Tako je to«                  | 3:34     |
| 5.  | »Mili moj«                    | 4:51     |
| 6.  | »Daj mi daj«                  | 2:55     |
| 7.  | »Daj da biram«                | 3:10     |
| 8.  | »Dalmatinka«                  | 4:31     |
| 9.  | »Pogled ispod obrva«          | 3:51     |
| 10. | »Prijateljice«                | 3:57     |
| 11. | »Od rodjendana do rodjendana« | 4:15     |
| 12. | »Moja stvar«                  | 3:44     |
| 13. | »Trava zelena«                | 3:37     |
| 14. | »Ante«                        | 4:06     |
| 15. | »Mala je dala«                | 4:00     |
| 16. | »Ja samo pjevam«              | 4:11     |
| 17. | »Virujen u te«                | 4:53     |
| 18. | »Vrati se pod hitno«          | 3:35     |
| 19. | »'Ko je kriv«                 | 4:49     |

## Certifikacije
| Država   | Certifikacija |
| -------- | ------------- |
| Hrvatska | zlatna        |